# 西浦シーサイドロード
西浦シーサイドロード（にしうらシーサイドロード）とは、愛知県蒲郡市の西浦半島東海岸沿いを通る道路の通称名である。三河湾国定公園の指定地域に含まれている。

## 概要
三河湾の大海原が視界に広がり、海岸沿いに椰子の木が立ち並ぶ、観光都市蒲郡市にふさわしい、爽快な雰囲気の観光路線である。夏の空と海が気持ちよく、ツーリング誌などで取り上げられることがある。
西浦半島西側の温泉街道を通るよりも信号がなく混雑しにくい。夏は西浦温泉パームビーチ（海水浴場）で海を楽しむ海水浴客が多い。西浦温泉街へもアクセスできる。
形原漁港付近の区間では浚渫・埋め立てで海岸線が変わり、かつてのような海岸沿いを通る景観ではなくなった。厳密には西浦シーサイドロードから外れることになるが、ブルーブリッジ（形原漁港大橋）が取り付けられており、三河湾の眺望を楽しむことができる。

## 区間
- 蒲郡市形原町（形原港町交差点）から同市西浦町まで
  - 距離：約4.4km

## 交通規制
- 全線にわたり、最高速度50km/h、追越しのための右側部分はみ出し通行禁止、駐車禁止。

## 接続する路線
- 愛知県道321号東幡豆蒲郡線（幡豆街道）（形原港町交差点）

## 沿線・周辺
- 形原漁港
- 古城稲荷神社
- 鬮港
- 原山（93.4m）
- 西浦グラウンド
- スパ西浦モーターパーク
- 明柄グラウンド
- 西浦温泉パームビーチ
- 西浦温泉